# Cyrnus insolutus
Cyrnus insolutus – chruścik (Insecta: Trichoptera) z rodziny Polycentropodidae. Gatunek ginący w Polsce. Larwy żyją w jeziorach (limnal), najliczniej w jeziorach dystroficznych i torfowiskowych. Dobry bioindykator, w ciągu sukcesyjnym jezior pojawia się w ostatnich stadiach, zastępując inne gatunki z tej rodziny: Cyrnus trimaculatus (jeziora oligotroficzne), Cyrnus crenaticornis (jeziora mezotroficzne), Cyrnus flavidus (jeziora eutroficzne), Holocentropus dubius (początek dystrofizacji).
Larwy są drapieżne, zjadają drobne organizmy wodne, budują lejkowate sieci łowne, połączone z mieszkalną norką. Sieć zbudowana jest z nici jedwabnych. Postacie doskonałe (imago) spotykane są w pobliżu jezior, aktywne wieczorem i w nocy, przylatują do światła.